# Мислер, Николетта
Николе́тта Ми́слер (итал. Nicoletta Misler, р. 1946) — итальянский искусствовед. Исследовательница русского авангарда, специалист по современному искусству Восточной Европы и Италии.

## Биография
Николетта Мислер родилась в 1946 году.
Преподаватель университета Л'Ориентале (Неаполь).
Научные интересы: русский авангард, современное искусство Восточной Европы, современное искусство Италии.